# نگجتسا
نگجتسا (به لاتین: Niedzica) یک روستا در لهستان است که در گمینا واپشه نگژنه واقع شده‌است. نگجتسا ۱٬۶۰۰ نفر جمعیت دارد.